# Michel Poniatowski

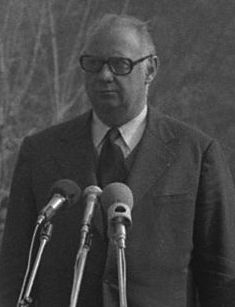
Michel Poniatowski (1976)

Michel Casimir Poniatowski (* 16. Mai 1922 in Paris; † 15. Februar 2002 in Le Rouret) war ein französischer Politiker (RI, PR, UDF). Er war von 1967 bis 1973 Mitglied der Nationalversammlung, von 1974 bis 1977 Staatsminister und Innenminister, von 1979 bis 1989 Mitglied des Europäischen Parlaments sowie von 1989 bis 1995 Senator.

## Leben

### Familiäre Herkunft, Studium und Verwaltungsbeamter

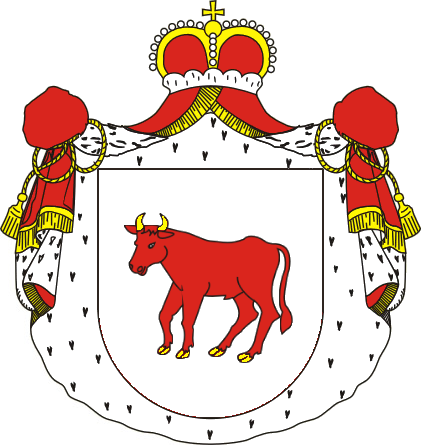
Wappen der Familie Poniatowski

Poniatowski entstammte dem polnischen Adelsgeschlecht Poniatowski, das 1450 zu Lublin erstmals urkundlich erwähnt wurde und seit 1569 das Indigenat im Königreich Polen besaß. Bis 1795 zählte es zu den polnischen Hochadelsgeschlechtern und besaß auch nach den Teilungen Polens international hohen Einfluss. Zu Poniatowskis direkten Vorfahren gehörten unter anderem Stanisław Antoni Poniatowski, der zwischen 1764 und 1795 letzter König von Polen war, sowie Józef Antoni Poniatowski, der 1813 unter Napoleon Bonaparte zum Maréchal d’Empire ernannt wurde.
Poniatowski selbst war das älteste von vier Kindern und der einzige Sohn von Charles Casimir Poniatowski und dessen Ehefrau Marie-Josèphe-Anne-Gabrielle, Comtesse de Caraman-Chimay. Er besuchte das Lycée Saint-Louis-de-Gonzague und wurde nach seinem Schulabschluss 1940 im Zweiten Weltkrieg zum Militärdienst eingezogen. Zuletzt kam er in dem 1943 aufgestellten 1. Sturm-Fallschirmjägerbataillon (1er bataillon parachutiste de choc) der Forces françaises libres (FFL) zum Einsatz und absolvierte nach Kriegsende zwischen 1947 und 1948 ein Studium an der renommierten École nationale d’administration (ENA). 
Nach dem Studienabschluss trat Poniatowski 1948 in das Finanzministerium ein und war in der Verwaltung in Französisch-Marokko sowie zwischen 1956 und 1958 als Finanzattaché an der Botschaft in den USA tätig. 1958 fungierte er kurzzeitig als Kabinettsdirektor von Premierminister Pierre Pflimlin. Daraufhin war er zwischen 1959 und 1962 Kabinettsdirektor von Valéry Giscard d’Estaing, der zu dieser Zeit Staatssekretär im Finanzministerium war, und der ihn in der Folgezeit förderte. Während der Amtszeit von Giscard d’Estaing als Minister für Finanzen und Wirtschaft fungierte er von 1962 bis 1965 als Projektleiter des Ministeriums und zugleich zwischen 1963 und 1967 als Leiter der Abteilung für Versicherungen.

### Abgeordneter, Gesundheitsminister und Präsidentschaftswahlkampf 1974
Bei der Parlamentswahl am 12. März 1967 wurde Poniatowski für die von d’Estaing gegründete, liberal-konservative Partei Républicains indépendants (RI) erstmals zum Mitglied der Nationalversammlung gewählt und vertrat dort in der dritten bis fünften Legislaturperiode der Fünften Republik bis zu seinem Mandatsverzicht am 5. Mai 1973 einen Wahlkreis des Départements Val-d’Oise.
Am 6. April 1973 wurde Poniatowski als Minister für öffentliche Gesundheit und soziale Sicherheit (Ministre de la santé publique et de la sécurité sociale) in das zweite Kabinett von Pierre Messmer berufen und bekleidete dieses Ministeramt auch in Messmers dritten Kabinett bis zum 28. Mai 1974. In dieser Zeit fungierte er auch als Manager des Wahlkampfes von d’Estaing im Vorfeld der Präsidentschaftswahl, aus der dieser aus der zweiten Runde am 19. Mai 1974 mit 13,4 Millionen Stimmen (50,81 Prozent) knapp als Sieger gegen François Mitterrand hervorging.
Neben seinen Ämtern und Mandaten auf nationaler und europäischer Ebene war Poniatowski von 1971 bis 1999 Bürgermeister der Kleinstadt L’Isle-Adam im Département Val-d’Oise nordwestlich von Paris.

### Staatsminister, Innenminister und Broglie-Affäre

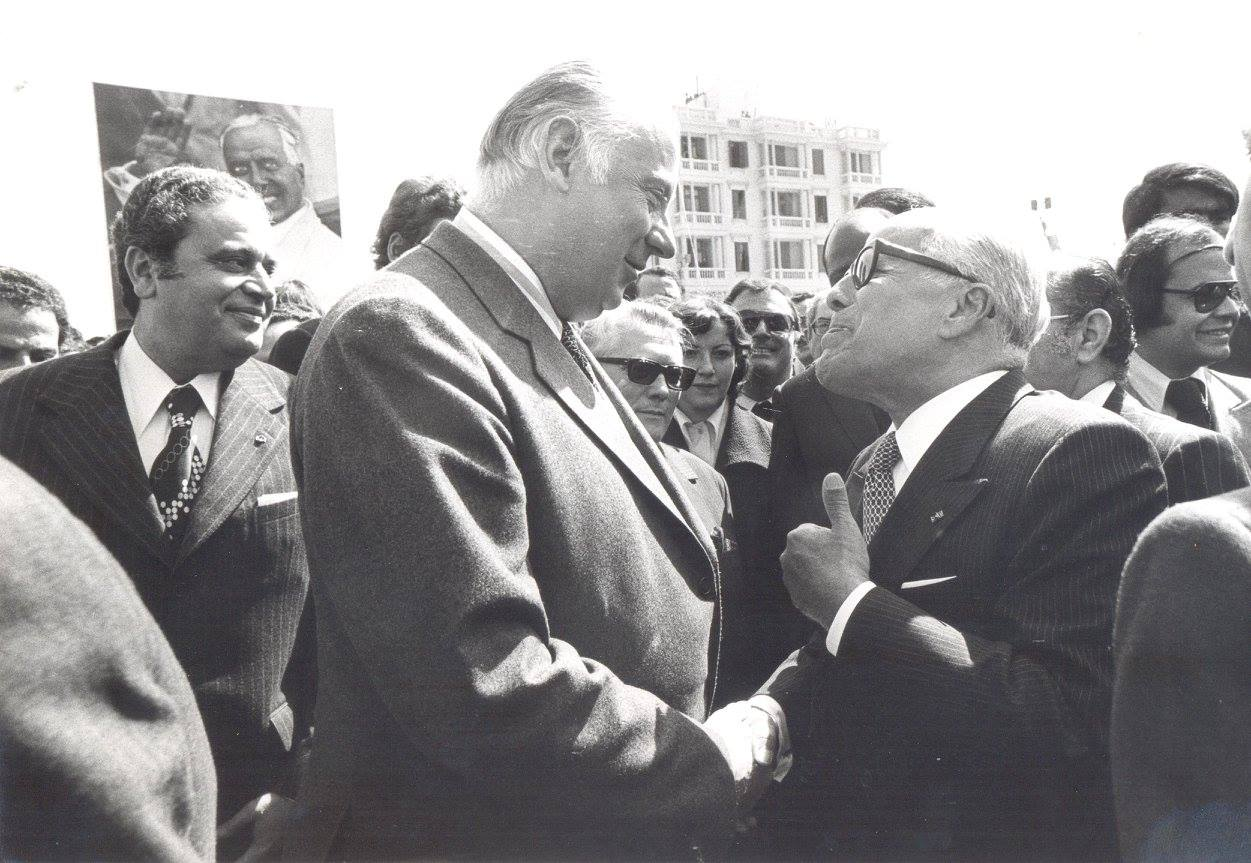
Michel Poniatowski (Mitte) bei einem Besuch in Tunesien bei der Begrüßung durch den Präsidenten der Tunesischen Republik, Habib Bourguiba (März 1976)

Nach dem Amtsantritt von d’Estaing als Staatspräsident berief dieser Poniatowski am 27. Mai 1974 als Staatsminister (Ministre d’État) und Innenminister (Ministre de l’intérieur) in das erste Kabinett von Jacques Chirac. Die Funktionen als Staatsminister und Innenminister übte er auch im darauf folgenden ersten Kabinett von Raymond Barre bis zum 30. März 1977 aus. Darüber hinaus war er als Nachfolger d’Estaings von 1974 bis 1977 Parteivorsitzender der RI, bis diese sich in Parti républicain (PR) umbenannte und Jean-Pierre Soisson den Vorsitz übernahm.
Während seiner Amtszeit als Innenminister ereignete sich die Broglie-Affäre, die am 24. Dezember 1976 mit der Ermordung des Abgeordneten und früheren Staatssekretärs Jean de Broglie begann. Im Laufe der Zeit wuchs der Fall zu einem Skandal, der Wirtschaft und Politik betraf. De Broglie war an einer Reihe von Aktivitäten unterschiedlicher Firmen beteiligt, hatte aber zum Zeitpunkt seiner Ermordung Schulden in Höhe von 12 Millionen Francs. Zuvor war er neben d’Estaing und Raymond Marcellin einer der Gründer und finanziellen Unterstützer der RI und wurde zu einem Zeitpunkt vor dem Haus seines Finanzberaters Pierre de Varga ermordet, als er zu einem Haftungsrisiko wurde. 1980 brachte die Parti socialiste (PS) mit Unterstützung der Parti communiste français (PCF) in der Nationalversammlung einen Antrag ein, dass Poniatowski als damaliger Innenminister vor dem Kassationshof erscheinen und wegen unterlassener Hilfeleistung angeklagt werden sollte. Nach Ansicht von PS und PCF hatte er als Innenminister versäumt, einer Person zu helfen, von der er wusste, dass diese sich in Gefahr befand. Daraufhin bezichtigte Poniatowski die PS und PCF der Verleumdung und erklärte vor dem Parlamentarischen Untersuchungsausschuss, dass er zu keiner Zeit im vorherigen Besitz von Informationen über die drohende Ermordung von de Broglie verfügte.
Nach seinem Ausscheiden aus der Regierung Barre fungierte Poniatowski als Sondergesandter des Präsidenten im Range eines Botschafters und reiste unter anderem am 27. Dezember 1978 zu einem Treffen mit Schah Mohammad Reza Pahlavi nach Teheran, um sich für den Präsidenten in Vorbereitung der Konferenz von Guadeloupe ein Bild über die Lage im Iran zu machen. Auf dieser vom 4. Januar bis 7. Januar 1979 stattfindenden Konferenz sollte entschieden werden, ob der Westen den Schah weiter unterstützen würde, oder ob man das Gespräch mit seinem politischen Gegner Ajatollah Ruhollah Chomeini suchen sollte. An der Konferenz nahmen neben dem Gastgeber d’Estaing auch Präsident Jimmy Carter aus den USA, Premierminister James Callaghan aus Großbritannien und Bundeskanzler Helmut Schmidt aus Deutschland teil. Auf der Konferenz wurden keine offiziellen Beschlüsse gefasst. Der französische Präsident d’Estaing wurde beauftragt, den Kontakt zu Chomeini herzustellen und die Frage eines möglichen Regierungswechsels zu erörtern.

### Mitglied des Europaparlaments und Senator
Bei der ersten direkten Europawahl 1979 wurde Poniatowski als Kandidat des bürgerlichen Parteienbündnisses Union pour la démocratie française (UDF) zum Mitglied des Europäischen Parlaments gewählt und gehörte diesem nach seiner Wiederwahl bei der Europawahl 1984 bis zum 24. Juli 1989 an. Im Europaparlament schloss er sich der Liberalen und Demokratischen Fraktion an und war von März 1982 bis Juli 1984, von Dezember 1985 bis April 1987 sowie zuletzt von Mai 1988 bis zu seinem Ausscheiden aus dem Europäischen Parlament stellvertretender Vorsitzender dieser Fraktion. Zudem war er von Oktober 1979 bis Juli 1984 Vorsitzender des Ausschusses für Entwicklung und Zusammenarbeit sowie im Anschluss bis Juli 1989 Vorsitzender des Ausschusses für Energie, Forschung und Technologie. 
Nach dem Tod von Pierre Salvi am 9. Januar 1989 rückte Poniatowski für diesen am 10. Januar 1989 als Mitglied in den französischen Senat nach und gehörte diesem bis zum 1. Oktober 1995 an. Als Senator wurde er am 12. April 1989 Mitglied des Auswärtigen Ausschusses (Commission des affaires étrangères), dem er bis zu seinem Ausscheiden aus dem Senat angehörte. Zugleich war er von Juni 1990 bis Oktober 1995 Vizepräsident der Parlamentarischen Delegation bei den Europäischen Gemeinschaften beziehungsweise der Europäischen Union.

### Ehe und Nachkommen
Aus seiner Ehe mit Gilberte de Chavagnac gingen vier Kinder hervor, darunter Ladislas Poniatowski, der von 1986 bis 1998 Mitglied der Nationalversammlung und von 1998 bis 2020 Senator war, sowie Axel Poniatowski, der von 2002 bis 2017 Mitglied der Nationalversammlung war. Seine Enkelin und Tochter seiner einzigen Tochter Isabelle Poniatowski ist das Model und Musikproduzentin Caroline de Maigret, deren Vater Bertrand de Maigret zwischen 1978 und 1981 ebenfalls Mitglied der Nationalversammlung war, und die mit dem Musikproduzenten Yarol Poupaud verheiratet ist. Seine Cousine ist die in Mexiko wirkende Schriftstellerin Elena Poniatowska.

## Veröffentlichungen
Neben seiner politischen Laufbahn verfasste Poniatowski auch zahlreiche Bücher zu politischen und historischen Themen. Er erwarb sich insbesondere durch zahlreiche Veröffentlichungen den Ruf als Fachmann für den französischen Staatsmann Charles-Maurice de Talleyrand-Périgord und wurde für sein 1982 erschienenes Buch Talleyrand et le Directoire : 1796-1800  mit dem Grand Prix Gobert der Académie française für das Jahr 1983 ausgezeichnet. Zu seinen zahlreichen Veröffentlichungen gehören:
- L’avenir des pays sous-développés, SEFI, Paris, 1954.
- Histoire de la Russie d’Amérique et de l’Alaska, Horizons de France, Paris, 1958.
- Talleyrand aux États-Unis, 1794-1796, Presses de la Cité, Paris, 1967.
- Les Choix de l’espoir, Grasset, Paris, 1970.
- Cartes sur table, Fayard, Paris, 1972.
- Conduire le changement, Mitautor Alain Duhamel, Fayard, Paris, 1975.
- L’avenir n’est écrit nulle part, éd. Albin Michel, 1978.
- Louis-Philippe et Louis XVIII : autour du journal de Louis-Philippe en mars 1815, Perrin, Paris, 1980.
- L’Histoire est libre, Albin Michel, Paris, 1982.
- Talleyrand et le Directoire : 1796-1800, Perrin, Paris, 1982.
- Garnerin : le premier parachutiste de l’histoire, Albin Michel, Paris, 1983.
- Lettre ouverte au Président de la République, Albin Michel, Paris, 1983.
- L’Europe ou la mort, Albin Michel, Paris, 1984.
- Le Socialisme à la française, Albin Michel, Paris, 1985.
- Talleyrand et le Consulat, Perrin, Paris, 1986.
- Les Technologies nouvelles : la chance de l’homme, Plon, Paris, 1986.
- Talleyrand et l'ancienne France : 1754-1789, Perrin, Paris, 1988.
- Que survive la France, Éditions du Rocher, Monaco/Paris, 1991.
- La catastrophe socialiste, Éditions du Rocher, Monaco/Paris, 1991.
- Talleyrand. Les années occultées : 1789-1792, Perrin, Paris, 1995.
- Mémoires, Plon (Paris)/Le Rocher (Monaco), 1997.